# Liste der Kunstwerke im öffentlichen Raum in Linz-Kleinmünchen-Auwiesen
Diese Liste der Kunstwerke im öffentlichen Raum in Linz-Auwiesen enthält die vom Archiv der Stadt Linz gelisteten Kunstwerke im öffentlichen Raum im Stadtteil Kleinmünchen-Auwiesen.
Denkmäler, profane Skulpturen und Plastiken, sakrale Kleindenkmäler, Brunnen, Gedenktafeln oder Kunst am Bau wurden in die Listen aufgenommen, sofern sie dauerhaft installiert und vom Archiv der Stadt Linz als Kunst im öffentlichen Raum (Public Art) verzeichnet und mit einer eindeutigen Identifikationsnummer (ID) ausgestattet sind.

## Kunstwerke
| Foto |                 | Name                                                                           | Typ                            | Standort                                   | Künstler       | Datierung | Beschreibung | Metadaten |
| ---- | --------------- | ------------------------------------------------------------------------------ | ------------------------------ | ------------------------------------------ | -------------- | --------- | --- | --------- |
| BW   | Datei hochladen | Arbeiter ID: 1855                                                              | Kleindenkmal                   | Dauphinestraße 19 Standort                 |                | 1966      | Die Steinplastik im Garten des Volkshauses Kleinmünchen stellt einen muskulösen Arbeiter mit nacktem Oberkörper, der in seiner rechten, herunterhängenden Hand einen schweren Hammer hält. |           |
| ja   | Datei hochladen | Brunnen Volkshaus Kleinmünchen ID: 1608                                        | Brunnen                        | Dauphinestraße 19 Standort                 | Pepi Maier     | 2008      | Der Brunnen an der Südseite des Vorplatzes symbolisiert die drei Kleinmünchner Bäche Weidingerbach, Jauckerbach und Magerbach, die einst die Maschinen der örtlichen Spinnereien mit Energie versorgten. Der Brunnen besteht aus einem Kubus aus Chromnickelstahl, wobei das Wasser aus den Schriftzügen der drei Bäche quillt. Die Namen der Bäche wurden dabei mittels Laser aus einer Niro-Blechplatte ausgeschnitten. |           |
| BW   | Datei hochladen | Denkmal für die Kulturhauptstadt Linz 09 ID: 3172                              | Kleindenkmal                   | Dauphinestraße 72 Standort                 | Helmut Mesaric | 2013      | Metallskulptur |           |
|      | Datei hochladen | Mahnmal gegen Terror und Gewalt ID: 3179                                       | Antifaschistische Gedenkstätte | Schörgenhubstraße 39                       |                | 2014      | Zwei Eichen, eine in Erinnerung an Marcel Callo und eine Friedenseiche |           |
| ja   | Datei hochladen | ehemalige Johannes Nepomuk Kapelle ID: 1080 HERIS-ID: 110128 Objekt-ID: 127783 | Kleindenkmal                   | Wiener Straße / Blümelhuberstraße Standort |                | 1800      | |           |
| ja   | Datei hochladen | Wilhelm Löwenfeld ID: 1121                                                     | Gedenktafel                    | Wiener Straße 441 Standort                 |                | 1903      | |           |
| ja   | Datei hochladen | „Weltmittelpunkt“ Kleinmünchen ID: 1752                                        | Kleindenkmal                   | Wimmerstraße 11 Standort                   |                | 1881      | |           |
| BW   | Datei hochladen | Kriegerdenkmal Kleinmünchen ID: 1927                                           | Gedenkstätte                   | Zeppelinstraße Standort                    |                | 1922      | |           |
| ja   | Datei hochladen | Kriegerdenkmal Kleinmünchen ID: 1928                                           | Gedenkstätte                   | Zeppelinstraße Standort                    |                | 1947      | |           |
| ja   | Datei hochladen | Michael ID: 1939                                                               | Kunst am Bau                   | Zeppelinstraße 39 Standort                 |                | 1960      | |           |